# Thomas Munck
Thomas Munck er en danskfødt professor i historie ved University of Glasgow.
Thomas Munck blev professor i 1979 med disputatsen The peasantry and the early absolute monarchy in Denmark, 1660-1708. Han har specialiseret sig i 1600-tallet og 1700-tallets historie, og udgivet en lang række artikler og bøger om denne periode. Særligt har han beskæftiget sig med oplysningstiden især i bogen The Enlightenment: a comparative social history 1721-1794 (2000) hvor i han foretager en undersøgelse af oplysningstidens idéers udbredelse i den bredere befolkning.
På grund af sin danske baggrund har han tit inddraget den danske udvikling i perioden, ikke kun i førnævnte værk, men også i flere engelske artikler, bl.a. The Danish reformers (i Enlightened absolutism: reform and reformers in later 18th-century Europe, (red.) H.M. Scott, 1990), Absolute Monarchy in later 18th century Denmark: centralised reform, public expectations and the Copenhagen Press (i Historical Journal 41, 1998) og senest The Northern Periphery: German cultural influences on the Danish-Norwegian kingdom during the Enlightenment (i The Holy Roman Empire 1495-1806 (red. af R.J.W. Evans), 2008).
I 2000 blev han medlem af Det kongelige danske Selskab for Fædrelandets Historie.